# Anfiteatro romano de Chester
El anfiteatro de Chester es un anfiteatro romano en Chester, Cheshire. El sitio es administrado por English Heritage; se designa como un monumento clasificado, y un monumento planificado. Las ruinas actualmente expuestas son las de un gran anfiteatro de piedra, similar a los que se encuentran en Europa continental, y aunque durante mucho tiempo se creyó que existía un anfiteatro de madera más pequeño en el sitio de antemano, las excavaciones desde 1999 han demostrado que el enrejado de madera es la base de los asientos. Hoy en día, solo está expuesta la mitad norte de la estructura; la mitad sur está cubierta por edificios, algunos de los cuales están catalogados.
El anfiteatro es el más grande descubierto hasta ahora en Gran Bretaña, y data del 1.er siglo, cuando se fundó el castrum de Deva Victrix  Es un mito peculiarmente inglés que el anfiteatro habría sido principalmente para entrenamiento y desfiles militares; toda la evidencia recuperada de la excavación muestra que se usó para peleas de gallos, hostigamiento de toros y deportes de combate, incluyendo el boxeo clásico, la lucha libre y, probablemente lo más importante, combates de gladiadores. El poeta Opiano escribió que los romanos heredaron la pasión griega por las peleas de gallos, que se celebraban "en los aniversarios... como un rito solemne", una consagración, en efecto una pelea de gallos sagrada, para recordar a los hombres que debían ser "perpetuos imitadores del gallo".
En uso durante gran parte de la ocupación romana de Gran Bretaña, el anfiteatro cayó en desuso alrededor del año 350. El anfiteatro solo fue redescubierto en 1929, cuando se descubrió una de las paredes del foso durante los trabajos de construcción. Entre 2000 y 2006, se llevó a cabo la excavación del anfiteatro por el Ayuntamiento de Chester y, después de 2004, por English Heritage.

## Construcción

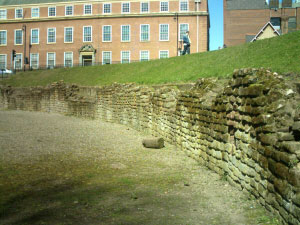
El muro de contención que rodea el pozo central

Se cree que el primer anfiteatro fue una estructura simple construida por la Legio II Adiutrix durante su breve destino en Chester en algún momento a finales de la década de 70 AD, pero pronto fue reconstruido por la Legio XX Valeria Victrix cuando la Legio II Adiutrix fue reubicada en la región del Danubio en el 86. Este anfiteatro cayó en desuso cuando la Legio XX fueron asignados a la construcción del Muro de Adriano y, a su regreso, alrededor de 275, el anfiteatro fue reconstruido nuevamente.
La estructura más nueva constaba de una elipse de piedra de 40 pies (12,2 m) de altura, a 320 pies (97,5 m) a lo largo del eje mayor por 286 pies (87,2 m) a lo largo del menor. El eje principal se alinea aproximadamente a lo largo de la línea norte-sur y las salidas se ubican en los cuatro puntos de la brújula; de acuerdo con la mayoría de los fuertes romanos de la época, el anfiteatro se colocó en la esquina sureste del fuerte. El anfiteatro podría albergar fácilmente a 8.000 personas, y a su alrededor, se construyó un extenso complejo de mazmorras, establos y puestos de comida para apoyar los concursos, mientras que un santuario a Némesis, diosa de la retribución, se construyó en la entrada norte de la arena. El complejo del anfiteatro era inusualmente grande y desarrollado, lo que ha llevado a los historiadores a especular que Chester se habría convertido en la capital de la Gran Bretaña romana si los romanos hubieran capturado Hibernia con éxito.

## Abandono
Tras la salida romana de Gran Bretaña, el anfiteatro volvió a caer en ruinas, y la mampostería fue retirada del sitio dejando solo una pequeña depresión en el centro del sitio, que se utilizó para organizar peleas de osos y ejecuciones públicas, y finalmente se llenó por completo. por erosión y el vertido de basura. Se construyó un complejo de casas georgianas conocido como "Dee House" sobre el extremo sur de la arena, mientras que una casa georgiana llamada "St. John's House" se construyó sobre el extremo norte. Aunque se perdieron todos los registros del anfiteatro, los contornos desfavorables del anfiteatro relleno impidieron que las carreteras pasaran por el sitio, preservando los restos subterráneos y permitiendo que el sitio fuera excavado más tarde sin necesidad de una demolición extensa.

## Redescubrimiento

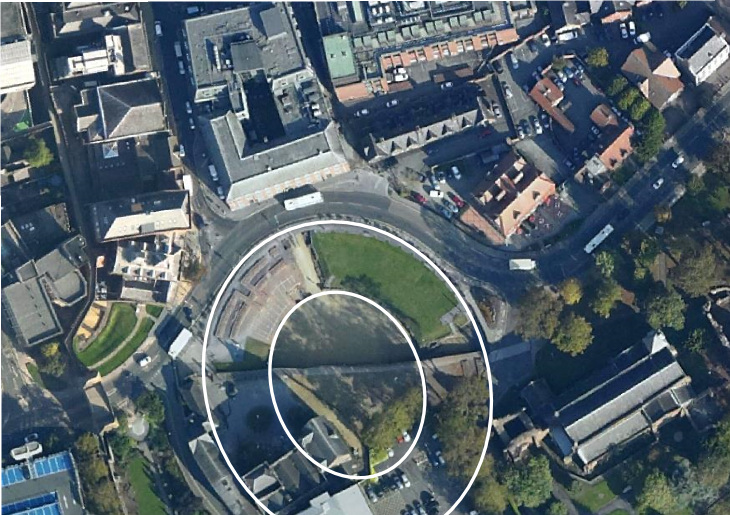
Vista aérea del anfiteatro, que muestra el contorno de la mitad enterrada.

Aunque durante años se especuló sobre la existencia de un anfiteatro en Chester, la primera evidencia se descubrió en 1929 cuando trabajos de jardinería en Dee House revelaron una pared larga y curva. Trabajos posteriores revelaron que la estructura estaba en gran parte intacta debajo del suelo. Sin embargo, el sitio del anfiteatro estaba cubierto por edificios y se encontraba en el camino de una nueva carretera planificada, diseñada para eludir la estrecha calle curva que bordeaba el perímetro.
Sin embargo, la Sociedad Arqueológica de Chester acordó recaudar suficiente dinero para desviar la nueva carretera y excavar el anfiteatro. El progreso fue inicialmente lento; el consejo se negó a cambiar el curso de la carretera a menos que se recaudara dinero para financiar el importante trabajo de demolición que sería necesario, y no fue hasta 1933 que finalmente se cambió la ruta de la carretera. Para financiar las excavaciones, la Sociedad Arqueológica de Chester compró St. John's House y se la arrendó al consejo para financiar la excavación. La excavación se programó inicialmente para 1939, pero se pospuso indefinidamente con el estallido de la Segunda Guerra Mundial.
El trabajo se reanudó en 1957, cuando el consejo desocupó St. John's House y el Ministerio de Obras Públicas ofrecieron un subsidio sustancial para la excavación. Como Dee House todavía estaba en uso, solo se pudo excavar la mitad norte. Se excavó una pequeña área y el resto se reconstruyó como un parque de corta duración, que se eliminó rápidamente para permitir una mayor excavación. Los muros de apoyo gravemente saqueados y dañados fueron removidos y marcados con molduras de concreto y el muro de la arena fue apuntalado con paneles de concreto.
El anfiteatro permaneció en este estado hasta el año 2000, cuando se reanudaron los trabajos arqueológicos en el sitio. Entre los hallazgos se encontraban los restos de los anfiteatros anteriores y de un edificio romano aún más antiguo existente en el sitio. También se encontraron varios huesos de animales cocidos y vasijas romanas que mostraban imágenes de combates de gladiadores, lo que llevó a varios historiadores a sugerir que el sitio fue uno de los primeros lugares para desarrollar recuerdos para que los espectadores compraran.
La ubicación central del anfiteatro, junto al río, es muy valiosa. El consejo del condado de Cheshire compró un área al sur del área expuesta para el nuevo tribunal del condado de Chester, cuyo ala norte y estacionamiento se construyeron sobre la esquina suroeste de la arena. A pesar de la insistencia del consejo de que la cancha cubriera la menor parte posible de la arena, el trabajo fue muy impopular entre los residentes y la prensa, especialmente después del apoyo anterior del consejo a los proyectos de excavación. En 2007, la mitad sur del anfiteatro permaneció cubierta por la Dee House y el Tribunal del Condado.

## Proyecto del anfiteatro de Chester
En enero de 2004, se lanzó el Proyecto del Anfiteatro de Chester, de propiedad conjunta, financiado y apoyado por el Ayuntamiento de Chester e English Heritage. Sus objetivos eran realizar nuevas excavaciones y estudios, crear un anfiteatro y centro de investigación en Chester y celebrar una conferencia internacional sobre anfiteatros en febrero de 2007. Durante los veranos de 2004 a 2006, la excavación fue codirigida por Dan Garner (Ayuntamiento de Chester) y Tony Wilmott (English Heritage). Se abordaron tres áreas:
- Área A: en el cuadrante noroeste del banco de asientos del anfiteatro, parcialmente excavado en la década de 1960 por Thompson;
- Área B: al sur de la entrada este en un área no excavada del cuadrante sureste del banco de asientos;
- Área C: en el centro del área no excavada de la arena.[10]

La obra fue el tema de un episodio de la serie Timewatch de BBC Four y reveló que, contrariamente a la conclusión a la que llegó Thompson de que un anfiteatro de madera había precedido a la construcción de piedra, se habían construido dos anfiteatros de piedra separados. En las décadas alrededor del año 200 d. C., el anfiteatro parecía haber sido reconstruido en gran parte, produciendo aproximadamente el doble de la capacidad de asientos. El nuevo muro exterior macizo se encontraba en una zanja de cimentación profunda de 2,7 m de ancho que penetraba en el lecho rocoso de arenisca a una profundidad de más de 1,3 m. Durante las excavaciones, los hallazgos incluyeron una moneda de la época de Vespasiano, la empuñadura de hueso de una cerámica de un gladius y cerámica tipo terra sigillata con imágenes de caza y combate.
Tras más descubrimientos en el sitio en 2010, algunos escritores sugirieron que el anfiteatro era el prototipo de la Mesa Redonda del Rey Arturo, pero English Heritage, actuando como consultores de un documental de History Channel en el que se hizo tal afirmación, declaró que no había ninguna base arqueológica para esa historia.